# جورج بي. لورينغ
جورج بي. لورينغ هو دبلوماسي وسياسي أمريكي، ولد في 8 نوفمبر 1817 في North Andover, Massachusetts ‏ في الولايات المتحدة، وتوفي في 14 سبتمبر 1891 في سالم في الولايات المتحدة. نشط حزبياً في الحزب الجمهوري. وقد انتخب سفير وانتخب عضو مجلس نواب ماساتشوستس ‏ وانتخب عضو مجلس النواب الأمريكي ‏.